# Gerhard Peter Havers
Gerhard Peter Havers (* 1. November 1905 in Duisburg; † 14. Juni 1976) war ein deutscher Jurist.

## Leben
Havers studierte Rechtswissenschaften in Freiburg and Münster. Ab 1931 arbeitete er als Anwalt und wurde 1934 Gerichtsassessor. Nach einer Tätigkeit in der Finanzverwaltung von 1935 bis 1938 wurde er 1939 als Richter an das Landgericht berufen. Nach Ende des Zweiten Weltkrieges und Kriegseinsatz war er wiederum Richter am Landgericht und wurde 1952 zum Landgerichtsdirektor in Duisburg ernannt.
Seit 1948 war er zudem für das Rheinschifffahrtsgericht tätig. Vom 1. Januar 1965 bis 2. November 1970 war Havers Vorsitzender des Rheinschifffahrtsgerichts in Duisburg-Ruhrort, einem Gericht der ordentlichen Gerichtsbarkeit in Deutschland, Frankreich, Niederlande und der Schweiz.
Havers war Mitglied der Rupert-Mayer-Studentenvereinigung und Mitglied des Kartellverbandes katholischer deutscher Studentenvereine. Er war Präsident der örtlichen Kolpingfamilie und Präsident des Sportclub Duisburg-Hamborn, sowie von 1934 bis 1944 und von 1947 bis 1976 Vorsitzender der Sportfreunde Hamborn 07 (bis 1954 SV Hamborn).
1962 wurde er von Kardinal-Großmeister Eugène Kardinal Tisserant zum Ritter des Ritterordens vom Heiligen Grab zu Jerusalem ernannt und am 15. Dezember 1962 in Köln durch Lorenz Jaeger, Großprior der deutschen Statthalterei, investiert.